# Kampung Titingan
 (mai 2014).
Kampung Titingan est un village de la ville de Tawau, dans l'État de Sabah en Malaisie.
Le village compte 21 000 habitants en 1997.